# Церковная горка
Церко́вная го́рка — историческая местность на территории Алексеевского района в Северо-Восточном административном округе города Москвы, часть бывшего села Алексеевского. Церковной горкой именовалась третья надпойменная терраса реки Яузы между Копытовкой и Останкинским ручьём, достигающая высоты 145 м. Местность получила название во второй половине XVII века после постройки на возвышенности храма Тихвинской иконы Божьей Матери. В XIX веке местность дала название улице Церковная Горка, в начале XX века вместе с селом Алексеевским вошла в состав Москвы.